# Heilig Hartbeeld (Stratum)
Het Heilig Hartbeeld is een standbeeld in de Nederlandse plaats Stratum, tegenwoordig een stadsdeel van Eindhoven, in de provincie Noord-Brabant.

## Achtergrond
Laurentius Josephus Dijkmans (1851-1937) werd in 1879 als kapelaan verbonden aan de parochie in Stratum. In 1936 vierde hij zijn zestigjarig jubileum als priester, een jaar later zijn veertigjarig jubileum als pastoor. Dijkmans vierde zijn jubilea graag in stilte, maar voor zijn diamanten priesterfeest besloten de parochianen hem een Heilig Hartbeeld aan te bieden. Albert Termote maakte het beeld, dat werd gegoten bij Binder in Haarlem. Dijkmans overleed op 18 november 1937 en heeft de onthulling van het monument niet meer meegemaakt. Het beeld werd geplaatst bij de pastorie op de hoek Jorislaan - Gasthuisstraat. Toen de Gasthuisstraat werd verbreed, kreeg het beeld een nieuwe plaats naast de Sint-Joriskerk.

## Beschrijving
Termote verbeeldde de staande Christus als Goede Herder, in gedrapeerd gewaad, met aan zijn voet een lam. Zijn rechterhand houdt hij ter hoogte van het Heilig Hart op zijn borst. Zijn linkerarm hangt haast nonchalant omlaag.
Het beeld staat op een eenvoudige, rechthoekige sokkel, met als inscriptie: 

anno dni MCMXXXVII
ill. dom.
L.J. DIJKMANS, PAR.
cvb. int. s.s. pont.
lx annos sacerdotali,
xl pastorale munere functo
paroecia s. georgii d.d.

 De sokkel is geplaatst aan de rand van een rond plateau met inscriptie van een doornenkroon en de tekst TV NOS PASCE NOS TVERE. Voor het beeld staat een lage gemetselde bakstenen muur, met op de uiteinden een klein kalkstenen beeld van een aantal schapen.